# فريدريك غوستافسون
فريدريك غوستافسون (بالسويدية: Fredrik Gustafsson)‏ هو أكاديمي سويدي، ولد في 1964.